# Atitla
Atitla är en ort i Mexiko.   Den ligger i kommunen Acultzingo och delstaten Veracruz, i den sydöstra delen av landet, 210 km öster om huvudstaden Mexico City. Atitla ligger 2 604 meter över havet och antalet invånare är 232.
Terrängen runt Atitla är kuperad söderut, men norrut är den bergig. Runt Atitla är det ganska glesbefolkat, med 28 invånare per kvadratkilometer. Närmaste större samhälle är Ciudad Mendoza, 17,9 km nordost om Atitla. I omgivningarna runt Atitla växer i huvudsak blandskog.